# Keep Up (középlemez)
A Keep Up KSI debütáló középlemeze, amely 2016. január 8-án jelent meg a Island Records kiadón keresztül. Az EP-n közreműködött Jme, Tiggs da Author, Lunar C, Nick Brewer, Randolph, Youngs Teflon, Sway és Scrufizzer. 13. helyig jutott a UK Albums Chart-on.

## Számlista
| 1.    | Keep Up (Jme közreműködésével)                                                | Olajide Olatunji Jamie Adenuga Derek Safo Ellis Taylor                       | 3:01 |
| 2.    | Smoke 'N' Mirrors (Tiggs da Author, Lunar C, és Nick Brewer közreműködésével) | Olatunji Safo Tumai Salih Adam Simon Jake Brook Nick Brewer Andrew Mutambira | 3:19 |
| 3.    | Kilimanjaro                                                                   | Olatunji Safo Mutambira Zag Erlat                                            | 3:49 |
| 4.    | Lambo Refuelled (Youngs Teflon, Sway, és Scrufizzer közreműködésével)         | Olatunji Safo Salih Jimmy Conway Romani Lorenzo                              | 3:20 |
| 5.    | Encore (Randolph közreműködésével)                                            | Olatunji Andrew Shane Erlat                                                  | 3:21 |
| 16:50 |                                                                               |                                                                              |      |

## Kislemezek
| Kislemezek        | Kislemezek         | Kislemezek  | Kislemezek  | Kislemezek              | Kislemezek |
| Cím               | Megjelenés         | Slágerlista | Slágerlista | Videóklip megtekintések | For.       |
| Cím               | Megjelenés         | UK          | AUS         | Videóklip megtekintések | For.       |
| ----------------- | ------------------ | ----------- | ----------- | ----------------------- | ---------- |
| Keep Up           | 2015. november 13. | 45          | 78          | 41,3 millió             | [ 3 ]      |
| Videóklipek       |                    |             |             |                         |            |
| Kilimanjaro       | 2015. december 25. | –           | –           | 20,1 millió             | [ 4 ]      |
| Smoke 'N' Mirrors | 2016. január 10.   | –           | –           | 9,5 millió              | [ 5 ]      |

## Közreműködő előadók
A Tidal adatai alapján.
- KSI – vokál, dalszerző
- Jme – vokál, dalszerző (1)
- Show N Prove – producer, dalszerző (1)
- Sway – producer (1-3), dalszerző (1-4), hangmérnök (1-5)
- DJ Turkish – hangmérnök (1, 2, 4, 5), keverés (1-5), producer és dalszerző (2, 4)
- Nicola Scordellis – vokál (1)
- Oscar Lo Brutto – stúdiós (1, 2, 4, 5), gitár (2)
- Andrew Mutambira – dalszerző (2, 3), billentyűk (2), producer (3)
- Tiggs Da Author – vokál, dalszerző (2)
- Lunar C – vokál, dalszerző (2)
- Nick Brewer – vokál, dalszerző (2)
- Zagor – producer (3, 5), dalszerző (3, 5)
- Youngs Teflon – vokál, dalszerző (4)
- Scrufizzer – vokál, dalszerző (4)
- Randolph – vokál, dalszerző (5)

## Slágerlisták
| Slágerlista (2016)                    | Legmagasabb pozíció |
| ------------------------------------- | ------------------- |
| Kanadai Albumok (Billboard)           | 63                  |
| Új-Zéland-i Albumok (RMNZ)            | 23                  |
| Skót Albumok (OCC)                    | 15                  |
| UK Albums (OCC)                       | 13                  |
| UK R&B-albumlista (OCC)               | 1                   |
| US Top R&B/Hip-Hop Albums (Billboard) | 19                  |
| US Top Rap Albums (Billboard)         | 14                  |
| US Heatseekers Albums (Billboard)     | 3                   |

## Kiadások
| Régió       | Dátum           | Formátum(ok)                    | Kiadó  |
| ----------- | --------------- | ------------------------------- | ------ |
| Világszerte | 2016. január 8. | CD digitális letöltés streaming | Island |